# 1825 w literaturze
Wydarzenia literackie w 1825 roku.

## Nowe poezje
- Antoni Malczewski, Maria
- Felicia Hemans, The Forest Sanctuary and Other Poems

## Urodzili się
- 18 lutego – Mór Jókai, węgierski pisarz (zm. 1904)
- 5 czerwca – Felicjan Faleński, polski poeta, dramatopisarz, prozaik, tłumacz (zm. 1910)
- 6 lipca – William Clark Falkner, amerykański pisarz i poeta (zm. 1889)
- 24 września – Frances Harper, amerykańska poetka (zm. 1911)

## Zmarli
- 14 listopada – Jean Paul, niemiecki pisarz (ur. 1763)